# Грицаїв
Грицаїв — колишнє село, входило до складу Товстянської сільської ради, Білопільський район, Сумська область.
1988 року в селі проживало 30 людей. Зняте з обліку 11 січня 2001 року.

## Географічне розташування
Село знаходиться на відстані 1,5 км від села Руда, 2 км — с. Товста та 2 км від річки Бобрик. Поруч з селом пролягає дорога Т 2504.